# Yale Law School

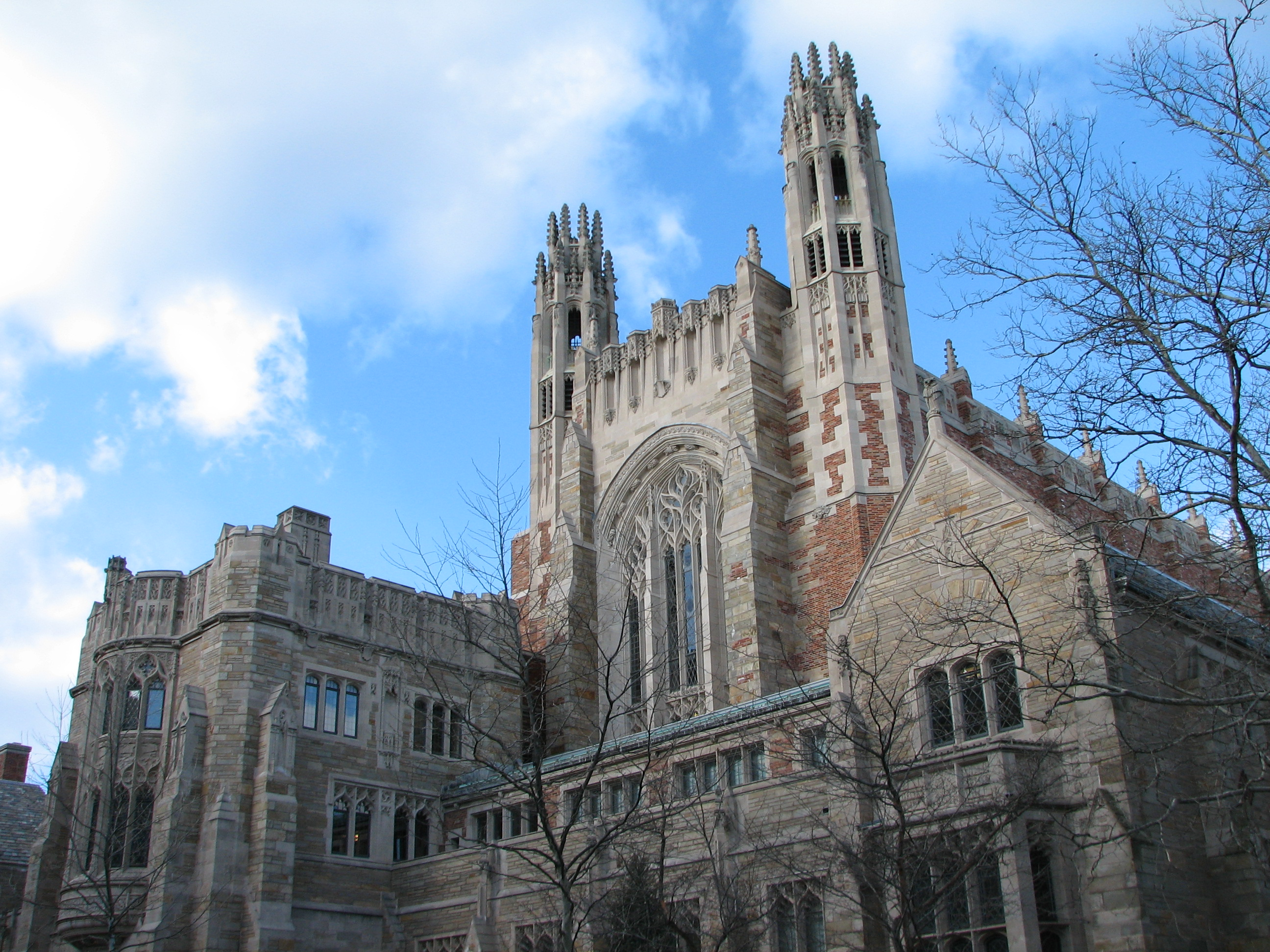
De Yale Law School gevestigd in de Sterling Law Building, een bouwwerk uit 1931 in New Haven

Yale Law School (YLS) is een onderdeel van Yale University in New Haven waar de rechtswetenschap wordt onderwezen. De Law School (rechtenfaculteit) van Yale geldt als de meest prestigieuze van de Verenigde Staten, voor Harvard Law School en Stanford Law School; U.S. News & World Report rangschikt YLS sinds de eerste lijst in 1983 jaar na jaar als eerste.

## Programma's
Er zijn verschillende niveaus:
- J.D. → Juris Doctor: deze graad is van belang als men advocaat of jurist wil worden
- M.S.L.→ Master of Studies in Law: een eenjarig studieprogramma voor studenten rechten die geen advocaat willen worden, maar een basis rechtswetenschap willen verwerven.
- LL.M. → Master of Laws: een eenjarig studieprogramma bestemd voor gespecialiseerde juristen
- Ph.D.: een research-doctoraat
- J.S.D. → Doctor of Juridical Science: deze hoogste graad is bedoeld voor wie een hoogleraarschap in de rechten nastreeft.

Per jaar worden circa 200 personen toegelaten tot YLS. Veelal is onder meer een LSAT van 173 vereist, een score die door circa 1% van de deelnemers aan deze test gehaald wordt. Tot 1918 werden enkel mannelijke kandidaten aangenomen. De kosten voor een jaar studeren aan de YLS werden in 2015/16 op 78.326 Amerikaanse dollar geschat.

## Bibliotheek
De bibliotheek van Yale Law School heeft een collectie van circa 800.000 boeken. De Lillian Goldman Law Library is onder meer bekend als de plaats waar studenten Bill Clinton en Hillary Rodham elkaar hebben ontmoet.

## Alumni
Tot de almuni behoren onder meer:
- Floyd Abrams
- Samuel Alito
- Michael Bennet
- Richard Blumenthal
- John Bolton
- Cory Booker
- Jerry Brown
- Karl Carstens
- Bill Clinton
- Hillary Clinton
- Chris Coons
- Gerald Ford
- James Gardner
- Rosalyn Higgins
- Anita Hill
- Hans Hoets
- Brett Kavanaugh
- Treddy Ketcham
- José Laurel
- Salvador Laurel
- Sherman Minton
- Michael Mukasey
- Peter Mutharika
- Vanessa Selbst
- Sargent Shriver
- Sonia Sotomayor
- Arlen Specter
- William Howard Taft
- Clarence Thomas
- Cyrus Vance
- J.D. Vance
- Usha Vance
- Frans Vanistendael
- Johan Verbeke

Brown · Columbia · Cornell · Dartmouth · Harvard · Pennsylvania · Princeton · Yale